# Mercurana myristicapalustris
Mercurana myristicapalustris (лат.) — вид мелких древесных лягушек из семейства веслоногие лягушки (Rhacophoridae). Эндемик Индии.

## Распространение
Южная Азия: эндемик Индии. Окрестности лесных склонов гор Agasthyamalai Hill, горная цепь Западные Гаты на западе Индостана (штат Керала). Встречаются на высотах от 100 до 300 м в низинных болотистых лесах с преобладанием мускатного ореха (Myristica).

## Описание
Длина до 35 мм у самцов и до 65 мм у самок. Основная окраска ржаво-коричневая сверху и беловатая снизу с жёлтыми и тёмными отметинами (самки сзади более зеленовато-жёлтые). Пальцы лап свободные с крупными дисками на кончиках. Размножаются в предмуссонный период. Самцы призывают партнёрш во время заката. После амплексуса самки роют неглубокие норки, куда откладывают яйца, смешивая их с почвой с помощью своих задних ног. Эмбриональное развитие завершается во влажной грязи после предмуссонных дождей. Головастики свободноживущие, водные.
Вид был впервые описан в 2013 году индийским зоологом Робином Курианом Абрахамом (Robin Kurian Abraham; National Centre for Biological Sciences TIFR, Bangalore, India) с соавторами и выделен в монотипический род Mercurana Abraham et al., 2013. Родовое название дано в честь рок-музыканта Фредди Меркьюри (Freddie Mercury, певца английской группы Queen), который часть своего детства провёл в Индии в Panchgani, районе близкому к типовой местности. Видовое название M. myristicapalustris происходит от сочетания слов, означающих растение (myristica) и болото (palustris), где обитают эти лягушки.